# Großer Preis von Europa 1984
Der Große Preis von Europa 1984 (offiziell XXXVI Großer Preis von Europa) fand am 7. Oktober auf dem Nürburgring in Nürburg statt und war das 15. Rennen der Formel-1-Weltmeisterschaft 1984.

## Berichte

### Hintergrund
Acht Jahre nach dem Großen Preis von Deutschland 1976 kehrte die Formel 1 an die Rennstrecke in der Eifel zurück, um den Großen Preis von Europa auszutragen. Das Rennen wurde allerdings nicht mehr auf der mehr als 20 Kilometer langen und für die Formel 1 nicht mehr zeitgemäßen Nordschleife absolviert, sondern auf der zu diesem Zeitpunkt neu errichteten Grand-Prix-Strecke mit rund 4,5 Kilometern Länge, die den damals gültigen Sicherheitsanforderungen entsprach.
Infolge der Ankündigung von BMW, in der Saison 1985 keine Motoren mehr an das ATS Racing Team liefern zu wollen, entließ Teamchef Günter Schmid den bisherigen Stammfahrer Manfred Winkelhock und beschloss, die Saison 1984 mit dem bisherigen Gaststarter Gerhard Berger zu beenden.
Mauro Baldi kehrte anstelle von Huub Rothengatter ins Team Spirit Racing zurück. Ayrton Senna löste bei Toleman den Italiener Pierluigi Martini ab, der ihn drei Wochen zuvor beim Großen Preis von Italien vertreten hatte.

### Training
Die erste Startreihe setzte sich entsprechend dem Trainingsergebnis am Freitag wie bereits in Italien aus dem Brabham von Nelson Piquet und dem McLaren von Alain Prost zusammen. Patrick Tambay und Keke Rosberg bildeten die zweite Reihe vor den beiden Ferrari-Piloten Michele Alboreto und René Arnoux.
Da es während des zweiten Qualifikationstrainings am Samstag regnete, konnte keiner der Piloten seine jeweils am Vortag erzielte Bestzeit unterbieten.

### Rennen
Sowohl Prost als auch Tambay gelangten kurz nach dem Start an Piquet vorbei, während in der ersten Kurve Senna mit Rosberg kollidierte. Berger prallte in das Heck des Arrows A7 von Marc Surer. Außerdem kam es zu einer Kollision zwischen Teo Fabi und Piercarlo Ghinzani. Für fünf Piloten war das Rennen somit bereits nach wenigen Metern beendet. Lediglich Fabi konnte weiterfahren, nachdem er von Streckenposten angeschoben wurde.
Hinter Prost, Tambay und Piquet folgte Derek Warwick vor den beiden Ferrari von Alboreto und Arnoux. Bereits in der fünften Runde nahm der von Platz 15 aus gestartete Niki Lauda den sechsten Rang ein. Bis zum 43. Umlauf änderte sich daraufhin innerhalb der Spitzengruppe nichts. Dann allerdings fiel Tambay aufgrund von Elektrikproblemen zurück. Zehn Runden später konnte auch Warwick aufgrund von technischen Schwierigkeiten seinen dritten Rang nicht mehr verteidigen.
Während der letzten Runde musste Piquet aufgrund von Kraftstoffmangel seinen zweiten Rang an Alboreto abtreten. Diesem ging kurz darauf ebenfalls das Benzin aus, sodass beide Kontrahenten antriebslos über die Ziellinie rollten und wenige Meter dahinter stehen blieben. Lauda wurde Vierter vor Arnoux und Riccardo Patrese. Er nahm somit einen Vorsprung von 3,5 WM-Punkten gegenüber seinem siegreichen Teamkollegen Prost mit ins Saisonfinale nach Portugal.
Alboreto und Piquet absolvierten zeitgleich die schnellste Rennrunde, jeweils in ihrem 62. Umlauf.

## Meldeliste
| Team                            | Nr. | Fahrer             | Chassis         | Motor                       | Reifen |
| ------------------------------- | --- | ------------------ | --------------- | --------------------------- | ------ |
| MRD International               | 01  | Nelson Piquet      | Brabham BT53    | BMW M12/13 1.5 L4t          | M      |
| MRD International               | 02  | Teo Fabi           | Brabham BT53    | BMW M12/13 1.5 L4t          | M      |
| Williams Grand Prix Engineering | 05  | Jacques Laffite    | Williams FW09B  | Honda RA163-E 1.5 V6t       | G      |
| Williams Grand Prix Engineering | 06  | Keke Rosberg       | Williams FW09B  | Honda RA163-E 1.5 V6t       | G      |
| Marlboro McLaren International  | 07  | Alain Prost        | McLaren MP4/2   | TAG/Porsche TTE PO1 1.5 V6t | M      |
| Marlboro McLaren International  | 08  | Niki Lauda         | McLaren MP4/2   | TAG/Porsche TTE PO1 1.5 V6t | M      |
| Skoal Bandit Formula 1 Team     | 09  | Philippe Alliot    | RAM 02          | Hart 415T 1.5 L4t           | P      |
| Skoal Bandit Formula 1 Team     | 10  | Jonathan Palmer    | RAM 02          | Hart 415T 1.5 L4t           | P      |
| John Player Team Lotus          | 11  | Elio de Angelis    | Lotus 95T       | Renault EF4 1.5 V6t         | G      |
| John Player Team Lotus          | 12  | Nigel Mansell      | Lotus 95T       | Renault EF4 1.5 V6t         | G      |
| Équipe Renault Elf              | 15  | Patrick Tambay     | Renault RE50    | Renault EF4 1.5 V6t         | M      |
| Équipe Renault Elf              | 16  | Derek Warwick      | Renault RE50    | Renault EF4 1.5 V6t         | M      |
| Barclay Nordica Arrows BMW      | 17  | Marc Surer         | Arrows A7       | BMW M12/13 1.5 L4t          | G      |
| Barclay Nordica Arrows BMW      | 18  | Thierry Boutsen    | Arrows A7       | BMW M12/13 1.5 L4t          | G      |
| Toleman Group Motorsport        | 19  | Ayrton Senna       | Toleman TG184   | Hart 415T 1.5 L4t           | M      |
| Toleman Group Motorsport        | 20  | Stefan Johansson   | Toleman TG184   | Hart 415T 1.5 L4t           | M      |
| Spirit Racing                   | 21  | Mauro Baldi        | Spirit 101B     | Hart 415T 1.5 L4t           | P      |
| Benetton Team Alfa Romeo        | 22  | Riccardo Patrese   | Alfa Romeo 184T | Alfa Romeo 890T 1.5 V8t     | G      |
| Benetton Team Alfa Romeo        | 23  | Eddie Cheever      | Alfa Romeo 184T | Alfa Romeo 890T 1.5 V8t     | G      |
| Osella Squadra Corse            | 24  | Piercarlo Ghinzani | Osella FA1F     | Alfa Romeo 890T 1.5 V8t     | P      |
| Osella Squadra Corse            | 30  | Jo Gartner         | Osella FA1F     | Alfa Romeo 890T 1.5 V8t     | P      |
| Ligier Loto                     | 25  | François Hesnault  | Ligier JS23     | Renault EF4 1.5 V6t         | M      |
| Ligier Loto                     | 26  | Andrea de Cesaris  | Ligier JS23B    | Renault EF4 1.5 V6t         | M      |
| Scuderia Ferrari SpA SEFAC      | 27  | Michele Alboreto   | Ferrari 126C4   | Ferrari 031 1.5 V6t         | G      |
| Scuderia Ferrari SpA SEFAC      | 28  | René Arnoux        | Ferrari 126C4   | Ferrari 031 1.5 V6t         | G      |
| Team ATS                        | 31  | Gerhard Berger     | ATS D7          | BMW M12/13 1.5 L4t          | P      |

## Klassifikationen

### Qualifying
| Pos. | Fahrer             | Konstrukteur        | Qualifikationstraining 1 | Qualifikationstraining 1 | Qualifikationstraining 2 | Qualifikationstraining 2 | Start |
| Pos. | Fahrer             | Konstrukteur        | Zeit                     | Ø-Geschwindigkeit        | Zeit                     | Ø-Geschwindigkeit        | Start |
| ---- | ------------------ | ------------------- | ------------------------ | ------------------------ | ------------------------ | ------------------------ | ----- |
| 01   | Nelson Piquet      | Brabham-BMW         | 1:18,871                 | 207,316 km/h             | 1:43,988                 | 157,241 km/h             | 01    |
| 02   | Alain Prost        | McLaren-TAG-Porsche | 1:19,175                 | 206,520 km/h             | 1:40,693                 | 162,387 km/h             | 02    |
| 03   | Patrick Tambay     | Renault             | 1:19,499                 | 205,678 km/h             | keine Zeit               | –                        | 03    |
| 04   | Keke Rosberg       | Williams-Honda      | 1:20,652                 | 202,738 km/h             | 1:43,619                 | 157,801 km/h             | 04    |
| 05   | Michele Alboreto   | Ferrari             | 1:20,910                 | 202,091 km/h             | 1:41,878                 | 160,498 km/h             | 05    |
| 06   | René Arnoux        | Ferrari             | 1:21,180                 | 201,419 km/h             | 1:42,457                 | 159,591 km/h             | 06    |
| 07   | Derek Warwick      | Renault             | 1:21,571                 | 200,454 km/h             | 1:44,289                 | 156,787 km/h             | 07    |
| 08   | Nigel Mansell      | Lotus-Renault       | 1:21,710                 | 200,113 km/h             | 1:40,705                 | 162,367 km/h             | 08    |
| 09   | Riccardo Patrese   | Alfa Romeo          | 1:21,937                 | 199,558 km/h             | 1:41,724                 | 160,741 km/h             | 09    |
| 10   | Teo Fabi           | Brabham-BMW         | 1:22,206                 | 198,905 km/h             | 1:45,075                 | 155,615 km/h             | 10    |
| 11   | Thierry Boutsen    | Arrows-BMW          | 1:22,248                 | 198,804 km/h             | 1:44,642                 | 156,258 km/h             | 11    |
| 12   | Ayrton Senna       | Toleman-Hart        | 1:22,439                 | 198,343 km/h             | 1:43,747                 | 157,606 km/h             | 12    |
| 13   | Eddie Cheever      | Alfa Romeo          | 1:22,525                 | 198,136 km/h             | 1:41,285                 | 161,438 km/h             | 13    |
| 14   | Jacques Laffite    | Williams-Honda      | 1:22,613                 | 197,925 km/h             | keine Zeit               | –                        | 14    |
| 15   | Niki Lauda         | McLaren-TAG-Porsche | 1:22,643                 | 197,853 km/h             | 1:40,392                 | 162,874 km/h             | 15    |
| 16   | Marc Surer         | Arrows-BMW          | 1:22,708                 | 197,698 km/h             | 1:45,319                 | 155,254 km/h             | 16    |
| 17   | Andrea de Cesaris  | Ligier-Renault      | 1:23,034                 | 196,922 km/h             | 1:42,362                 | 159,739 km/h             | 17    |
| 18   | Gerhard Berger     | ATS-BMW             | 1:23,116                 | 196,727 km/h             | 1:44,899                 | 155,876 km/h             | 18    |
| 19   | François Hesnault  | Ligier-Renault      | 1:23,322                 | 196,241 km/h             | 1:44,420                 | 156,591 km/h             | 19    |
| 20   | Piercarlo Ghinzani | Osella-Alfa Romeo   | 1:24,699                 | 193,051 km/h             | 1:42,746                 | 159,142 km/h             | 20    |
| 21   | Jonathan Palmer    | RAM-Hart            | 1:25,050                 | 192,254 km/h             | 1:51,449                 | 146,715 km/h             | 21    |
| 22   | Jo Gartner         | Osella-Alfa Romeo   | 1:26,156                 | 189,786 km/h             | 1:48,214                 | 151,101 km/h             | 22    |
| 23   | Elio de Angelis    | Lotus-Renault       | 1:26,161                 | 189,775 km/h             | 1:39,762                 | 163,902 km/h             | 23    |
| 24   | Mauro Baldi        | Spirit-Hart         | 1:28,137                 | 185,520 km/h             | 1:45,814                 | 154,528 km/h             | 24    |
| 25   | Philippe Alliot    | RAM-Hart            | 1:30,259                 | 181,159 km/h             | 1:53,587                 | 143,953 km/h             | 25    |
| 26   | Stefan Johansson   | Toleman-Hart        | 1:41,178                 | 161,608 km/h             | 1:43,881                 | 157,403 km/h             | 26    |

### Rennen
| Pos. | Fahrer             | Konstrukteur        | Runden | Stopps | Zeit        | Start | Schnellste Runde |
| ---- | ------------------ | ------------------- | ------ | ------ | ----------- | ----- | ---------------- |
| 01   | Alain Prost        | McLaren-TAG-Porsche | 67     | 0      | 1:35:13,284 | 02    | 1:24,182 (30.)   |
| 02   | Michele Alboreto   | Ferrari             | 67     | 0      | + 23,911    | 05    | 1:23,146 (62.)   |
| 03   | Nelson Piquet      | Brabham-BMW         | 67     | 0      | + 24,922    | 01    | 1:23,146 (62.)   |
| 04   | Niki Lauda         | McLaren-TAG-Porsche | 67     | 0      | + 43,086    | 15    | 1:23,729 (48.)   |
| 05   | René Arnoux        | Ferrari             | 67     | 0      | + 1:01,430  | 06    | 1:24,169 (61.)   |
| 06   | Riccardo Patrese   | Alfa Romeo          | 66     | 0      | + 1 Runde   | 09    | 1:25,644 (37.)   |
| 07   | Andrea de Cesaris  | Ligier-Renault      | 65     | 0      | + 2 Runden  | 17    | 1:26,378 (25.)   |
| 08   | Mauro Baldi        | Spirit-Hart         | 65     | 0      | + 2 Runden  | 24    | 1:26,680 (65.)   |
| 09   | Thierry Boutsen    | Arrows-BMW          | 64     | 1      | DNF         | 11    | 1:25,908 (49.)   |
| 10   | François Hesnault  | Ligier-Renault      | 64     | 0      | + 3 Runden  | 19    | 1:28,276 (49.)   |
| 11   | Derek Warwick      | Renault             | 61     | 0      | DNF         | 07    | 1:24,211 (46.)   |
| 12   | Jo Gartner         | Osella-Alfa Romeo   | 60     | 0      | DNF         | 22    | 1:28,249 (32.)   |
| –    | Teo Fabi           | Brabham-BMW         | 57     | 0      | DNF         | 10    | 1:24,814 (15.)   |
| –    | Nigel Mansell      | Lotus-Renault       | 51     | 0      | DNF         | 08    | 1:23,978 (48.)   |
| –    | Patrick Tambay     | Renault             | 47     | 1      | DNF         | 03    | 1:24,671 (31.)   |
| –    | Eddie Cheever      | Alfa Romeo          | 37     | 0      | DNF         | 13    | 1:25,512 (36.)   |
| –    | Philippe Alliot    | RAM-Hart            | 37     | 0      | DNF         | 25    | 1:30,480 (19.)   |
| –    | Jonathan Palmer    | RAM-Hart            | 35     | 0      | DNF         | 21    | 1:30,415 (13.)   |
| –    | Jacques Laffite    | Williams-Honda      | 27     | 0      | DNF         | 14    | 1:25,687 (19.)   |
| –    | Elio de Angelis    | Lotus-Renault       | 25     | 0      | DNF         | 23    | 1:25,836 (22.)   |
| –    | Stefan Johansson   | Toleman-Hart        | 17     | 0      | DNF         | 26    | 1:26,943 (11.)   |
| –    | Keke Rosberg       | Williams-Honda      | 0      | 0      | DNF         | 04    | –                |
| –    | Ayrton Senna       | Toleman-Hart        | 0      | 0      | DNF         | 12    | –                |
| –    | Marc Surer         | Arrows-BMW          | 0      | 0      | DNF         | 16    | –                |
| –    | Gerhard Berger     | ATS-BMW             | 0      | 0      | DNF         | 18    | –                |
| –    | Piercarlo Ghinzani | Osella-Alfa Romeo   | 0      | 0      | DNF         | 20    | –                |

## WM-Stände nach dem Rennen
Die ersten vier des Rennens bekamen 9, 6, 4, 3, 2 und 1 Punkt(e). In der Fahrerwertung wurden die besten elf Resultate, in der Konstrukteurswertung alle Resultate gewertet.

### Fahrerwertung
| Pos. | Fahrer            | Konstrukteur        | Punkte |
| ---- | ----------------- | ------------------- | ------ |
| 01   | Niki Lauda        | McLaren-TAG-Porsche | 66     |
| 02   | Alain Prost       | McLaren-TAG-Porsche | 62,5   |
| 03   | Elio de Angelis   | Lotus-Renault       | 32     |
| 04   | Nelson Piquet     | Brabham-BMW         | 28     |
| 05   | Michele Alboreto  | Ferrari             | 27,5   |
| 06   | René Arnoux       | Ferrari             | 27     |
| 07   | Derek Warwick     | Renault             | 23     |
| 08   | Keke Rosberg      | Williams-Honda      | 20,5   |
| 09   | Nigel Mansell     | Lotus-Renault       | 13     |
| 10   | Patrick Tambay    | Renault             | 11     |
| 11   | Teo Fabi          | Brabham-BMW         | 9      |
| 12   | Ayrton Senna      | Toleman-Hart        | 9      |
| 13   | Riccardo Patrese  | Alfa Romeo          | 8      |
| 14   | Jacques Laffite   | Williams-Honda      | 5      |
| 15   | Thierry Boutsen   | Arrows-Ford/-BMW    | 5      |
| 16   | Eddie Cheever     | Alfa Romeo          | 3      |
| 17   | Andrea de Cesaris | Ligier-Renault      | 3      |

| Pos. | Fahrer             | Konstrukteur                | Punkte |
| ---- | ------------------ | --------------------------- | ------ |
| 18   | Stefan Johansson   | Tyrrell-Ford / Toleman-Hart | 3      |
| 19   | Piercarlo Ghinzani | Osella-Alfa Romeo           | 2      |
| 20   | Marc Surer         | Arrows-Ford/-BMW            | 1      |
| 21   | Jo Gartner         | Osella-Alfa Romeo           | 0      |
| 22   | Gerhard Berger     | ATS-BMW                     | 0      |
| 23   | François Hesnault  | Ligier-Renault              | 0      |
| 24   | Corrado Fabi       | Brabham-BMW                 | 0      |
| 25   | Mauro Baldi        | Spirit Hart                 | 0      |
| 26   | Manfred Winkelhock | ATS-BMW                     | 0      |
| 27   | Jonathan Palmer    | RAM-Hart                    | 0      |
| 28   | Huub Rothengatter  | Spirit Hart                 | 0      |
| 29   | Johnny Cecotto     | Toleman-Hart                | 0      |
| 30   | Philippe Alliot    | RAM-Hart                    | 0      |
| –    | Mike Thackwell     | RAM-Hart                    | 0      |
| DSQ  | Martin Brundle     | Tyrrell-Ford                | 8      |
| DSQ  | Stefan Bellof      | Tyrrell-Ford                | 5      |

### Konstrukteurswertung
| Pos. | Konstrukteur        | Punkte |
| ---- | ------------------- | ------ |
| 01   | McLaren-TAG-Porsche | 128,5  |
| 02   | Ferrari             | 54,5   |
| 03   | Lotus-Renault       | 45     |
| 04   | Brabham-BMW         | 37     |
| 05   | Renault             | 34     |
| 06   | Williams-Honda      | 25,5   |
| 07   | Toleman-Hart        | 12     |
| 08   | Alfa Romeo          | 11     |

| Pos. | Konstrukteur      | Punkte |
| ---- | ----------------- | ------ |
| 09   | Arrows-Ford/-BMW  | 6      |
| 10   | Ligier-Renault    | 3      |
| 11   | Osella-Alfa Romeo | 2      |
| 12   | Spirit-Hart       | 0      |
| 13   | ATS-BMW           | 0      |
| 14   | RAM-Hart          | 0      |
| DSQ  | Tyrrell-Ford      | 13     |

Anmerkungen
1. ↑  Tyrrell wurde im September 1984 wegen Reglementverstoßes aus der Weltmeisterschaft ausgeschlossen; Auslöser waren verbotene Wassertanks, die nach jedem Grand Prix befüllt wurden und auf diese Weise für ein Untergewicht während der Rennen sorgten.